# Neal E. Miller
Neil E. Miller (Milwaukee, 3 de agosto de 1909 - Hamden, 23 de marzo de 2002) fue un psicólogo experimental estadounidense. Entre sus muchos campos de interés estuvieron la física, la biología y la escritura, que le llevaron a la psicología. Inspirado por los principales psicólogos de su época, trabajó en distintas áreas de la psicología del comportamiento (conductismo) y la psicología fisiológica, específicamente las relativas a las respuestas viscerales del comportamiento.
Comenzó sus investigaciones psicológicas con la del "miedo como impulso aprendido y su papel en el conflicto". Su trabajo en medicina del comportamiento le llevó a su más notable obra sobre la biorretroalimentación. A lo largo de su vida enseñó en las universidades de Yale, Rockefeller y Cornell; fue uno de los miembros más jóvenes del Yale's Institute of Human Relations. Sus logros llevaron al establecimiento de dos premios: el New Investigator Award from the Academy of Behavioral Medicine Research y el de la cátedra distinguida de la American Psychological Association. Un número de la Review of General Psychology publicado en 2002 listaba a Miller como el octavo psicólogo más citado del siglo XX.

## Biografía
Creció en la zona del noroeste de Estados Unidos. Su padre, Irving Miller, trabajaba en la Western Washington University como secretario del departamento de educación y psicología. Ese trabajo, según el propio Neal Miller "pudo haber tenido algo que ver" con su interés en la psicología.: 244  Siempre tuvo curiosidad por la ciencia, y en 1931 ingresó en la University of Washington, donde estudió biología y física, teniendo también interés en la escritura. En su año senior decidió que la psicología le permitiría proseguir su abanico de intereses. Se graduó en la University of Washington con un B.S. (bachelor of science) y despertó su interés en la psicología del comportamiento. Tras terminar los baccalaureate studies pasó en 1932 a la Stanford University, donde obtuvo su M.S. (master of science) y se interesó en la psicología de la personalidad. Desde Stanford pasó a acompañar a su profesor Walter Miles al Institute of Human Relations de Yale como ayudante de investigación (research assistant). Allí otro profesor le animó a estudiar el psicoanálisis. En 1935 se doctoró en psicología por Yale. También a partir de 1935 ejerció como investigador en ciencias sociales del Instituto de Psicoanálisis de Viena durante un año antes de volver a Yale como miembro de la facultad en 1936. Estuvo en Yale un total de treinta años (1936–1966), desde 1950 como catedrático. En 1966 pasó a la Rockefeller University y desde comienzos de los años 1970 al Cornell University Medical College. En 1985 volvió a Yale como investigador asociado (research associate).

## Investigaciones
El trabajo inicial de Miller se enfocó hacia la experimentación con las ideas freudianas sobre el comportamiento en situaciones de la vida real; especialmente en el área del miedo. Miller llegó a la conclusión de que el miedo podía aprenderse a través del condicionamiento (condicionamiento del miedo). Entonces decidió extender su investigación a otras áreas, como el hambre, para ver si funcionaban del mismo modo. La originalidad de sus ideas y técnicas de experimentación resultaron a hallazgos que cambiaron lo que hasta entonces se sabía acerca de las motivaciones y el comportamiento.
Miller también fue uno de los padres fundadores de la idea de la biorretroalimentación (biofeedback). Aunque este campo se ha expandido por otros investigadores, a Miller se le considera como el que generó mucha de las ideas básicas detrás de este concepto, al que llegó experimentando en el condicionamiento en ratas.
Neal Miller, junto con John Dollard y O. Hobart Mowrer, ayudaron a integrar los conceptos de conductismo (behaviorism) y psicoanálisis. Consiguieron trasladar los conceptos psicológicos analíticos en términos conductistas que les hacían más fáciles de ser entendidos. Concretamente, se enfocaron en la teoría estímulo-respuesta. Los tres reconocían el concepto de ansiedad en Sigmund Freud como una "señal de peligro" y que algunas partes de la obra de Freud podían alterarse para evitarlo. Miller, Dollard y Mowrer creían que una persona aliviada de niveles altos de ansiedad (high anxiety levels) experimenta lo que se denomina "alivio de la ansiedad" (anxiety relief). Junto con su colega psicólogo O. Hobart Mowrer, Miller dio nombre al "Miller-Mowrer Shuttlebox" apparatus.
En el transcurso de su carrera Miller publicó ocho libros y 276 papers y artículos. Con John Dollard fue coautor de Personality and Psychotherapy (1950) sobre la neurosis y el aprendizaje psicológico.

## Controversia
Su uso de animales de laboratorio suscitó críticas del movimiento por los derechos de los animales, pero él defendió su práctica, argumentando que si los humanos no tuvieran derecho para usar animales en la investigación, tampoco lo tendrían para alimentarse o vestirse. No obstante, reconoció la complejidad del asunto: "hay [algo] sagrado en toda vida. Pero ¿dónde trazamos la línea? Ese es el problema. Los gatos matan pájaros y ratones. Los perros explotan a otros animales matándolos y comiéndoselos. Los humanos tienen que trazar la línea en alguna parte sobre los derechos animales, o estaremos muertos".

## Reconocimientos
En 1958 fue elegido para formar parte de la National Academy of Sciences de Estados Unidos. Fue presidente de la American Psychological Association (APA) entre 1960 y 1961.
Recibió premios de la APA por "distinguidas contribuciones científicas a la psicología" (Distinguished Scientific Contributions to Psychology) en 1959 y por sus "contribuciones destacadas durante toda una vida a la psicología" (Outstanding Lifetime Contribution to Psychology) en 1991.
En 1964 el presidente Lyndon B. Johnson le entregó la National Medal of Science, siendo el primer psicólogo en recibirla.
Fue miembro distinguido de la sociedad internacional de psicología Psi Chi. En 1967 recibió la Wilbur Cross Medal. Fue miembro de la American Academy of Arts and Sciences y de la American Philosophical Society. También fue presidente de la Society for Neurosciences, la Biofeedback Society of America y la Academy of Behavioral Medicine Research.

## Principales obras

### Libros
- Dollard, John; Doob, Leonard William; Miller, Neal E.; Mowrer, Orval Hobart; Sears, Robert R. (1939). Frustration and aggression. New Haven: Published for the Institute of Human Relations by Yale University Press. OCLC 256003. (requiere registro).
- Miller, Neal E; Dollard, John (1941). Social learning and imitation. New Haven: Published for the Institute of Human Relations by Yale University Press. OCLC 180843.
- Miller, Neal E. (1947). Psychological research on pilot training. Aviation psychology program research reports 8. Washington, DC: U.S. Government Printing Office. OCLC 1473614.
- Dollard, John; Miller, Neal E. (1950). Personality and psychotherapy: an analysis in terms of learning, thinking, and culture. McGraw-Hill publications in psychology. New York: McGraw-Hill. OCLC 964374. (requiere registro).
- Miller, Neal E. (1957). Graphic communication and the crisis in education. Washington, DC: Department of Audio-Visual Instruction, National Education Association. OCLC 242913.
- Miller, Neal E. (1971). Neal E. Miller: selected papers. Psychonomic perspectives. Chicago: Aldine, Atherton. ISBN 978-0202250342. OCLC 133865. (requiere registro). Republished as:
  - Miller, Neal E. (2007). Learning, motivation, and their physiological mechanisms. New Brunswick, NJ.: AldineTransaction. ISBN 9780202361437. OCLC 144328310.
  - Miller, Neal E. (2008). Conflict, displacement, learned drives, and theory. New Brunswick, NJ: AldineTransaction. ISBN 9780202361420. OCLC 156810019.
- Richter-Heinrich, Elisabeth; Miller, Neal E., eds. (1982). Biofeedback: basic problems and clinical applications. Selected revised papers presented at the XXIInd International Congress of Psychology, Leipzig, GDR, July 6–12, 1980. Amsterdam: North-Holland. ISBN 978-0444863454. OCLC 10751840.

### Artículos
- Sears, Robin R.; Hovland, Carl I.; Miller, Neal E. (1940). «Minor studies of aggression: I. Measurement of aggressive behavior». The Journal of Psychology: Interdisciplinary and Applied 9 (2): 275-294. doi:10.1080/00223980.1940.9917694.
- Miller, Neal E.; Bugelski, Richard (1948). «Minor studies of aggression: II. The influence of frustrations imposed by the in-group on attitudes expressed toward out-groups». The Journal of Psychology: Interdisciplinary and Applied 25 (2): 437-442. PMID 18907295. doi:10.1080/00223980.1948.9917387.
- Miller, Neal E. (February 1948). «Studies of fear as an acquirable drive: I. Fear as motivation and fear-reduction as reinforcement in the learning of new responses». Journal of Experimental Psychology 38 (1): 89-101. PMID 18910262. doi:10.1037/h0058455.
- Miller, Neal E. (September 1951). «Comments on theoretical models: illustrated by the development of a theory of conflict behavior». Journal of Personality 20 (1): 82-100. PMID 14898432. doi:10.1111/j.1467-6494.1951.tb01514.x.
- Miller, Neal E. (20 de diciembre de 1957). «Experiments on motivation: studies combining psychological, physiological, and pharmacological techniques». Science 126 (3286): 1271-1278. PMID 13495454. doi:10.1126/science.126.3286.1271.
- Miller, Neal E. (16 de abril de 1965). «Chemical coding of behavior in the brain». Science 148 (3668): 328-338. Bibcode:1965Sci...148..328M. PMID 14261527. S2CID 32100966. doi:10.1126/science.148.3668.328.
- Miller, Neal E. (31 de enero de 1969). «Learning of visceral and glandular responses». Science 163 (3866): 434-445. Bibcode:1969Sci...163..434M. PMID 5812527. doi:10.1126/science.163.3866.434.
- Weiss, Jay M.; Glazer, Howard I.; Pohorecky, Larissa A.; Brick, John; Miller, Neal E. (December 1975). «Effects of chronic exposure to stressors on avoidance-escape behavior and on brain norepinephrine». Psychosomatic Medicine 37 (6): 522-534. PMID 711. S2CID 21404657. doi:10.1097/00006842-197511000-00006.
- Miller, Neal E. (1978). «Biofeedback and visceral learning». Annual Review of Psychology 29: 373-404. PMID 341785. doi:10.1146/annurev.ps.29.020178.002105.
- Miller, Neal E. (April 1985). «The value of behavioral research on animals». American Psychologist 40 (4): 423-440. PMID 3890636. doi:10.1037/0003-066X.40.4.423.
- Taub, Edward; Crago, Jean E.; Burgio, Louis D.; Groomes, Thomas E.; Cook, Edwin W.; DeLuca, Stephanie C.; Miller, Neal E. (March 1994). «An operant approach to rehabilitation medicine: overcoming learned nonuse by shaping». Journal of the Experimental Analysis of Behavior 61 (2): 281-293. PMC 1334416. PMID 8169577. doi:10.1901/jeab.1994.61-281.